# Jackson Withrow
Jackson Withrow (n. 7 iulie 1993, Omaha, Nebraska, SUA) este un jucător profesionist american de tenis, specializat în dublu. Cea mai bună clasare a sa la dublu este locul 16 mondial, în februarie 2024. A câștigat șapte titluri ATP la dublu.